# أندريه ماركون
اندريه ماركون (بالفرنسية: André Marcon)‏
```
(و. 
1948
 – 
م
)
[
3
]
 هو 
ممثل
 من 
فرنسا
. ولد في 
سانت إتيان
.
```

## وصلات خارجية
- أندريه ماركون على موقع IMDb (الإنجليزية)
- أندريه ماركون على موقع قاعدة بيانات الأفلام العربية
- أندريه ماركون على موقع ألو سيني (الفرنسية)
- أندريه ماركون على موقع أول موفي (الإنجليزية)
- أندريه ماركون على موقع قاعدة بيانات الأفلام السويدية (السويدية)
- أندريه ماركون على موقع قاعدة بيانات الفيلم (الإنجليزية)
- أندريه ماركون على موقع كينوبويسك (الروسية)